# Вишар (Калинковичский район)
Вишар (бел. Вішар) — деревня в Дудичском сельсовете Калинковичского района Гомельской области Беларуси.

## География

### Расположение
В 12 км на северо-восток от районного центра и железнодорожной станции Калинковичи (на линии Гомель — Лунинец), 119 км от Гомеля.

## Транспортная сеть
Транспортные связи по просёлочной, затем автомобильной дороге Гомель — Лунинец. Планировка состоит из 2-х коротких прямолинейных, широтной ориентации улиц. Застройка односторонняя, деревянная, усадебного типа.

## История
Основана в начале XX века переселенцами из соседних деревень. В 1930 году жители вступили в колхоз. Во время Великой Отечественной войны 18 жителей погибли на фронте. Согласно переписи 1959 года в составе совхоза «Калинковичский» (центр — деревня Горочичи). До 15 января 1996 года в составе Горочичского сельсовета.

## Население

### Численность
- 2004 год — 8 хозяйств, 10 жителей.

### Динамика
- 1959 год — 150 жителей (согласно переписи).
- 2004 год — 8 хозяйств, 10 жителей.

## Известные уроженцы
- Пётр Тимофеевич Короткевич — командир 99-й Калинковичской партизанской бригады.
- Анатолий Илларионович Милюков - доктор экономических наук, профессор